# Niilo Ikola
Niilo Jalmari Ikola, född Selin 25 september 1883 i Tyrvis, död 30 december 1971 i Åbo var en finländsk språkvetare och professor vid Åbo universitet.
Han tog studenten från Klassiska lyceet i Björneborg 1902 och påbörjade studier vid Helsingfors universitet, där han 1907 blev filosofie magister. Därefter fortsatte han studierna vid Åbo universitet, där han 1927 disputerade.
Ikola var från 1931 till 1933 verksam som professor i finska språket och dess släktspråk vid Åbo universitet. Han arbetade också vid Åbo handelshögskola, där han var professor, rektor (1950–1954) och kansler (1956–1961).
Han är far till språkvetaren Osmo Ikola.

## Utmärkelser
- Kommendörstecknet av I klass av Finlands Lejons orden[1]
- Vinterkrigets minnesmedalj[1]
- Minnesmedalj för deltagande i 1941-1945 års krig[1]
- Frihetskrigets minnesmedalj[1]
- Kommendörstecknet av Finlands Vita Ros’ orden[1]
- Finlands Röda Kors’ förtjänstmedalj i brons[1]

[Redigera Wikidata]